# 霍尔瓦特
霍尔瓦特（Horvat）是一个源自克罗地亚语的姓氏。它是克罗地亚最常见的姓氏，斯洛文尼亚第二常见的姓氏，其变体霍瓦特（Horvath）在匈牙利和斯洛伐克非常常见。